# Sean Abbott
Sean Anthony Abbott (* 29. Februar 1992 in Windsor, Australien) ist ein australischer Cricketspieler, der seit 2014 für die australische Nationalmannschaft spielt.

## Aktive Karriere
Mit 18 Jahren gab er sein Debüt für New South Wales im nationalen australischen Cricket. Seinen Durchbruch erlebte er in der Saison 2013/14, als er im Ryobi One-Day Cup als bester Bowler abschnitt. In der Folge wurde er von den Selektoren in die Nationalmannschaft berufen, wo er im Oktober 2014 gegen Pakistan sein Debüt im ODI- und Twenty20-Cricket gab. Er spielte dann noch ein Mal in der darauffolgenden Twenty20-Serie gegen Südafrika in der Mannschaft. Kurz darauf traf er im Sheffield Shield Phillip Hughes mit einem gebowlten Ball am Kopf, an dessen Verletzungen Hughes in der Folge erlag. In der Folge konnte er sich zunächst nicht im Nationalteam etablieren. Er spielte in der Folge unter anderem für das australische A-Team, erlitt im August 2016 jedoch eine Knöchelverletzung, die ihn ein paar Monate am Spielen hinderte. Mit guten Leistungen in der Big Bash League konnte er sich weiter im Gespräch halten. So wurde er im November 2019 wieder in die Nationalmannschaft berufen und spielte ein Twenty20 gegen Pakistan. Er wurde dann weiterhin nominiert, fand jedoch zunächst keinen weiteren Einsatz. Er gewann dann mit New south Wales den Sheffield Shield 2019/20.
Im Dezember 2020 erhielt er dann eine weitere Chance gegen Indien. Jedoch stand diese unter keinem guten Stern, als er sich an der Wade verletzte und so das erwartete Test-Debüt verpasste. Im Sommer 2021 spielte er für Surrey, verletzte sich dann jedoch erneut. Nachdem er im April 2022 in Pakistan wieder im Nationalteam gespielt hatte, brach er sich kurz darauf einen Finger. Jedoch konnte er sich daraufhin dann im Team etablieren. Im März 2023 erzielte er in Indien im zweiten ODI 3 Wickets für 23 Runs. Im September 2023 konnte er in der Twenty20-Serie in Südafrika ein Mal drei (3/22) und ein Mal vier Wickets (4/31), wobei er für ersteres als Spieler des Spiels ausgezeichnet wurde. Auch wurde er für den Cricket World Cup 2023 nominiert.